# Slaná Voda
Slaná voda (pol. Słona Woda) – osada Orawskiej Półgóry w powiecie Namiestów na Słowacji, dawniej lokalne uzdrowisko ze źródłami słonawej wody.
Źródła w Słonej Wodzie na Orawie, w których występują solanki jodowo-bromowe, były znane już w średniowieczu. W 1550 r. znalazły się na mapie Górnej Orawy (była to też pierwsza wzmianka o miejscowości).
Od XVI w. źródła wykorzystywane były przez miejscową ludność do celów leczniczych i gospodarczych, m.in. uzyskiwano z nich sól do celów spożywczych, oszczędzając na drogiej soli importowanej z żup bocheńskich czy wielickich. Niewykorzystane wody ściekały do potoku, a z nim do rzeczki Polhoranki, której woda była wyraźnie słonawa – stąd nazwa położonej niżej wsi Slanica. W 1755 r. przy źródle wykopano szyb, próbując bezskutecznie znaleźć złoże soli.
Inicjatorem wykorzystania źródeł do celów rehabilitacyjnych i utworzenia tu uzdrowiska był pochodzący z niedalekiego Klina polityk i poseł do sejmu węgierskiego František Skyčák. W latach 1863–1865 urządził tutaj skromny zakład balneologiczny, do którego wkrótce zaczęli przyjeżdżać chętnie goście z całych Austro-Węgier i z Niemiec. Osadę kąpielową tworzyło 6 drewnianych domów mieszkalnych i takiż budynek zakładu kąpielowego. Znajdowało się w nim 50 pokoi, w których mogło mieszkać 100 kuracjuszy. Stał tu również dom lekarza uzdrowiskowego, budynek mieszkalny dla personelu i restauracja dla gości. Kąpielami w wodzie, która osiągała temperaturę 47 °C, leczono tu choroby skóry, przypadłości ginekologiczne, cukrzycę oraz choroby górnych dróg oddechowych. Pod koniec XIX w. uzdrowisko osiągnęło szczyt popularności. W tym czasie bywał tu często znany słowacki poeta Pavol Hviezdoslav.
Zakład kąpielowy funkcjonował do 1918 r., chociaż w latach I wojny światowej liczba pacjentów znacznie się zmniejszyła. Po zakończeniu wojny miejscowa ludność rozszabrowała natychmiast jego wyposażenie – uzdrowisko upadło i nie zostało już nigdy odbudowane. Obecnie w jego sąsiedztwie znajduje się jedynie schronisko turystyczne z restauracją.
W latach 1986–1988 prowadzono na tym terenie badania hydrogeologiczne mające na celu określić ilość i jakość występujących tu wód. Wykonano odwiert, w którym na głębokości 1820 m natrafiono na wysokozmineralizowane wody o temperaturze 47 °C i wydajności ok. 6 l/s. Rozważane są możliwości wykonania kolejnych odwiertów w celu ich ewentualnego wykorzystania w balneologii.
Z uzdrowiska Słona Woda biegnie najstarszy szlak turystyczny na szczyt Babiej Góry. Jest to jeden z najstarszych szlaków turystycznych w całych Beskidach Zachodnich.